# Medal of Honor: Heroes
Medal of Honor: Heroes – gra komputerowa z gatunku first-person shooter w realiach II wojny światowej, wyprodukowana przez EA Canada i wydana w 2006 przez Electronic Arts na konsolę PlayStation Portable.
W grze dostępne są trzy kampanie, w których gracz kieruje żołnierzami, którzy wystąpili w poprzednich częściach serii Medal of Honor: porucznikiem Jimmym Pattersonem (z Medal of Honor i Medal of Honor: Frontline), sierżantem Johnem Bakerem (z Medal of Honor: Allied Assault - Breakthrough) oraz porucznikiem Williamem Holtem (z Medal of Honor: European Assault).